# Herb gminy Nowy Dwór
Herb gminy Nowy Dwór – symbol gminy Nowy Dwór.

## Wygląd i symbolika
Herb przedstawia na tarczy w polu niebieskim złotego lwa ze złotym pierścieniem, wystającego zza ceglanego muru. Jest to historyczny symbol miasta Nowy Dwór, nadany w 1578 przez króla Stefana Batorego wraz z prawami miejskimi. 